# Von Arbin
von Arbin är en svensk adlig släkt, härstammande från rådmannen i Arboga Nils Andersson, vars son faktorn Erik Nilsson (1640-1719) antog namnet Arbien efter hemstaden. En av Erik Nilssons söner adlades Stiernsparre, en annan blev far till Axel Magnus von Arbin, som tillsammans med brorsonen Axel Gustaf Magnus von Arbin 1761 av tyske kejsaren upphöjdes till tysk riksadligt stånd och 1762 naturaliserades som svenska adelsmän (ätten introducerades först 1776).